# Max Gutiérrez
Maximiliano Gutiérrez Hoppe (Ciudad de México, México; 18 de diciembre de 2002) es un piloto de automovilismo mexicano. Actualmente pertenece a la Escudería Telmex. Actualmente compite en la NASCAR Craftsman Truck Series y en la NASCAR México Series.

## Carrera

### Inicios
Gutiérrez comenzó a correr en el Karting los 3 años, compitiendo en el Campeonato Nacional de Super Kart de México en 2006, donde terminó tercero en la clasificación en la categoría Baby Stock. Regresó en 2007, donde nuevamente terminaría tercero en la clasificación en la categoría Modified Baby 50. De 2008 a 2013, ganaría seis títulos consecutivos del Campeonato de Super Kart.

### ARCA Menards Series
Gutiérrez haría una apertura en la temporada 2020 de la ARCA Menards Series, conduciendo para Troy Williams Racing. Condujo el auto en el Bristol Motor Speedway, comenzando en el puesto 26 y terminando en el puesto 14.
Regresó para la ARCA Menards Series de 2021, corriendo las carreras que se combinan con la Serie Este, siendo su mejor resultado 12.º en Iowa Speedway.
Regresó al campeonato en 2022, donde obtuvo el primer top 10 de su carrera en Talladega Superspeedway en abril.

### ARCA Menards Series West
Gutiérrez hizo su primera largada en ARCA Menards Series West en el Phoenix Raceway, donde largó 12.º y finalizó 21.º.

### NASCAR Craftsman Truck Series
El 23 de abril de 2022, se anunció que Gutiérrez haría su debut en la NASCAR Craftsman Truck Series conduciendo con el n.º 37 para AM Racing. Debido a la pequeña cantidad de puntos de propietario para la camioneta 37, Gutiérrez intentará correr en velocidad.
Como solo se inscribieron 35 autos, debutaría Gutiérrez. Comenzó 31 y terminaría en 26. Gutiérrez haría su segunda participación en la Rackley Roofing 200 de 2022, esta vez en el camión 22, ya que el conductor original, Austin Wayne Self, estaba de licencia por paternidad después del nacimiento de su hija.
Gutiérrez originalmente obtuvo el puesto 17 en la clasificación, pero debido a que su camioneta estaba demasiado cerca del suelo, saldría desde atrás. Terminaría octavo, anotando el primer top 10 de su carrera en solo su segunda salida.

## Resumen de carrera
| Temporada | Categoría                         | Equipo                 | Carreras     | Victorias    | Poles        | VR           | Podios       | Puntos       | Pos.         |
| --------- | --------------------------------- | ---------------------- | ------------ | ------------ | ------------ | ------------ | ------------ | ------------ | ------------ |
| 2018      | Super Turismos México - ST1       |                        | 2            | 0            | 0            | 0            | 1            | 332          | 41.º         |
| 2018      | Copa TC2000 Mexico                | 7                      | 0            | 0            | 0            | 2            | 302          | 31.º         |              |
| 2019      | NASCAR Challenge México           | Prorally               | 10           | 2            | 1            | 0            | 4            | 396          | 5.º          |
| 2019      | Copa TC2000 Mexico                | Adya Racing Team       | 5            | 0            | 0            | 0            | 0            | 276          | 34.º         |
| 2020      | ARCA Menards Series East          | Troy Williams Racing   | 2            | 0            | 0            | 0            | 0            | 62           | 23.º         |
| 2020      | ARCA Menards Series               | Troy Williams Racing   | 1            | 0            | 0            | 0            | 0            | 30           | 71.º         |
| 2020      | NASCAR Challenge México           | Dem Racing             | 12           | 5            | 3            | 0            | 9            | 481          | 1.º          |
| 2021      | ARCA Menards Series West          | Rette Jones Racing     | 1            | 0            | 0            | 0            | 0            | 23           | 60.º         |
| 2021      | ARCA Menards Series               | Rette Jones Racing     | 4            | 0            | 0            | 0            | 0            | 120          | 30.º         |
| 2021      | NASCAR PEAK México Series         | Sidral Aga Racing Team | 12           | 0            | 0            | 0            | 4            | 358          | 4.º          |
| 2021      | ARCA Menards Series East          | Rette Jones Racing     | 8            | 1            | 0            | 0            | 5            | 333          | 4.º          |
| 2022      | NASCAR Camping World Truck Series | AM Racing              | 4            | 0            | 0            | 0            | 1            | 72           | 40.º         |
| 2022      | NASCAR México Series              | Escudería Telmex       | 12           | 0            | 0            | 0            | 0            | 362          | 7.º          |
| 2022      | ARCA Menards Series East          | Rette Jones Racing     | 2            | 0            | 0            | 0            | 1            | 41           | 37.º         |
| 2022      | ARCA Menards Series               | AM Racing              | 2            | 0            | 0            | 0            | 1            | 46           | 70.º         |
| 2023      | NASCAR Craftsman Truck Series     | AM Racing              | Disputándose | Disputándose | Disputándose | Disputándose | Disputándose | Disputándose | Disputándose |
| 2023      | NASCAR México Series              | TAME Racing            | Disputándose | Disputándose | Disputándose | Disputándose | Disputándose | Disputándose | Disputándose |
| Fuente:   |                                   |                        |              |              |              |              |              |              |              |

## Vida personal
El 29 de enero de 2023, Max y su hermano, Federico, viajaban cerca de Valle de Bravo, México en un Porsche Boxster, cuando su vehículo chocó con una camioneta Ford Explorer. Max fue trasladado en avión a un hospital en la Ciudad de México con lesiones no reveladas, mientras que Federico, que conducía el vehículo en ese momento, fue declarado muerto en el lugar. La investigación está actualmente en curso.